# Fontanezier
Fontanezier (toponimo francese) è una frazione di 58 abitanti del comune svizzero di Tévenon, nel Canton Vaud (distretto del Jura-Nord vaudois).

## Storia

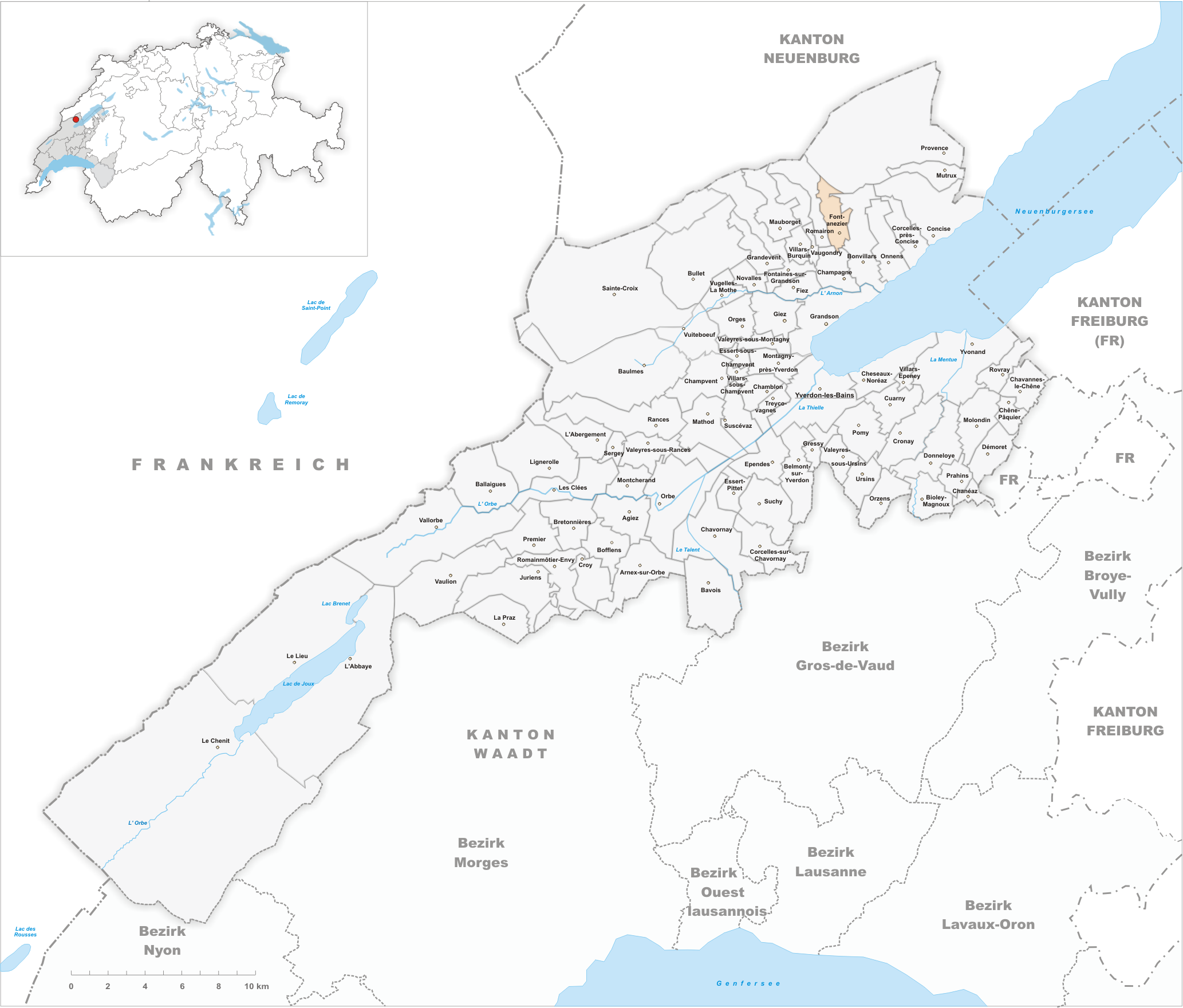
Il territorio del comune di Fontanezier prima degli accorpamenti comunali del 2011

Già comune autonomo che si estendeva per 3,73 km², nel 2011 è stato accorpato agli altri comuni soppressi di Romairon, Vaugondry e Villars-Burquin per formare il nuovo comune di Tévenon.

## Società

### Evoluzione demografica
L'evoluzione demografica è riportata nella seguente tabella:
Abitanti censiti

## Amministrazione
Ogni famiglia originaria del luogo fa parte del cosiddetto comune patriziale e ha la responsabilità della manutenzione di ogni bene ricadente all'interno dei confini della frazione.